# Hokkoku Bank Handball
Hokkoku Bank Handball er et japansk kvindehåndboldhold fra Kanazawa i Japan. Klubben spiller sine hjemmekampe i Hokkoku Bank Sports Center.

## Resultater
- Japans håndboldliga:

Oversigten er opdateret til og med December 2019
- -  Guld: 2009, 2010, 2011, 2012, 2015, 2016, 2017, 2018, 2019
  -  Sølv: 2013
  -  Bronze: 2014

## Spillertruppe 2019-20
Kilde: Hokkoku Banks hos JHL Handball's hjemmeside (japansk). Hentet 26. december 2019.
| Målvogtere - 01 Miyuki Terada - 12 Atsuko Baba - 16 Chisato Hashimoto - 22 Naho Saito Fløjspillere RW - 11 Natsumi Akiyama LW - 02 Yuki Tanabe - 21 Hikaru Matsumoto Stregspillere - 08 Mika Nagata - 13 Naoko Sahara - 15 Misato Miyashita | Bagspillere LB - 10 Haruno Sasaki - 14 Tomomi Kawata - 18 Ayaka Fukata CB - 07 Mana Ohyama - 09 Aya Yokoshima RB - 04 Yui Sunami - 19 Erika Yamaguchi |